# 帽孢锈菌科
帽孢锈菌科（学名：Pileolariaceae），是柄锈菌目下的一个属。

## 下属分类
本科包括以下属：
- Atelocauda Arthur & Cummins
- Macalpinia
- 帽孢锈菌属 Pileolaria Castagne
- Skierka